# Apatania nigra
Apatania nigra là một loài Trichoptera trong họ Apataniidae. Chúng phân bố ở miền Tân bắc.